# Carl B. Hamilton
Carl Peter Bastiat Hamilton, född 1 januari 1946 i Johannebergs församling i Göteborg, är en svensk greve, politiker (liberal) och nationalekonom. Han har varit riksdagsledamot 1991–1993, 1994, 1997–1998, 2002–2014 och 2022–2023.

## Akademisk karriär
Hamilton tog en filosofie kandidatexamen vid Lunds universitet och därefter en doktorsexamen (Ph.D.) i London 1974. Han var anställd vid Institutet för internationell ekonomi vid Stockholms universitet 1974–1981, var verksam vid Australian National University 1982–1983 och vid Världsbanken från 1985. Han var professor vid Stockholms universitet 1991–1997, chef för Östekonomiska institutet vid Handelshögskolan i Stockholm 1995–1996 och adjungerad professor i internationell ekonomi vid Handelshögskolan i Stockholm 1999–2005.
Han var även chefsekonom på Svenska Handelsbanken under tre år från 1996.

## Politisk karriär
Hamilton var riksdagsledamot 1991–1993 och därefter statssekreterare i Finansdepartementet, under finansminister Anne Wibble, 1993–1994. Inför folkomröstningen om EU 1994 satt han i ledningen för stiftelsen Ja till Europa. Han är ledamot i Liberalernas partistyrelse sedan 1999.
I riksdagen har Hamilton bland annat varit ordförande i EU-nämnden och näringsutskottet, ledamot i arbetsmarknadsutskottet, finansutskottet samt utrikesutskottet. Carl B. Hamilton var från 2002 ordinarie ledamot i tolv år, men miste sin plats i riksdagen efter valet 2014 sedan han placerats en bit ned på Folkpartiets lista.
Efter valet 2022 återvände han till riksdagen som ersättare sedan två liberala politiker på Stockholmsbänken tagit plats i regeringen. Hamilton är ledamot i finansutskottet.
Den 18 augusti 2023 meddelade Liberalerna via ett pressmeddelande att Hamilton lämnar riksdagen.

## Familj
Carl B. Hamilton är son till överstelöjtnant Gustaf Hamilton och Margareta, född Hegardt. Hamilton är medlem av Långarydssläkten.